# Воронцов, Григорий Васильевич
Григо́рий Васи́льевич Воронцо́в (? -?) — деятель ВКП(б), 2-й секретарь обкома ВКП(б) Бурят-Монгольской АССР. Входил в состав особой тройки НКВД СССР.

## Биография
Григорий Васильевич Воронцов член РКП(б) с 1918 года. Его жизнь была преимущественно связана с работой в партийных структурах.
- с 30.9.1937[1] по 27.10.1937[2] — 2-й секретарь обкома ВКП(б) Бурят-Монгольской АССР. Этот период отмечен вхождением в состав особой тройки, созданной по приказу НКВД СССР от 30.07.1937 № 00447[3] и активным участием в сталинских репрессиях[4].